# Brandweerzone Midwest
Zone Midwest (hulpverleningszone West-Vlaanderen 2) is een van de 35 Belgische en een van de vier West-Vlaamse hulpverleningszones. De zone verzorgt vanuit 17 brandweerposten verspreid over 13 gemeenten de brandweerzorg en de ambulancehulpverlening in haar beschermingsgebied.
Tot en met 31 december 2024 telde Zone Midwest 15 gemeenten, maar sinds de jaarwisseling en omwille van 2 fusies (Ruiselede en Wingene, Tielt en Meulebeke) daalde dit aantal naar 13 gemeenten. 

## Beschermingsgebied
Het beschermingsgebied van Zone Midwest beslaat ongeveer 550 km² en omvat 13 gemeenten die gezamenlijk een bevolking van ongeveer 230.000 inwoners vertegenwoordigen. 
Zone Midwest grenst aan 5 naburige hulpverleningszones Hulpverleningszone Meetjesland, Brandweerzone Centrum, Hulpverleningszone Fluvia, Brandweer Westhoek en Hulpverleningszone Zone 1. De onderstaande lijst geeft een overzicht van de 13 gemeenten en hun kenmerken:
| Gemeente     | Bevolkingsaantal (01/01/2024) | Oppervlakte (in km²) |
| ------------ | ----------------------------- | -------------------- |
| Ardooie      | 9.355                         | 34,58                |
| Dentergem    | 8.722                         | 25,94                |
| Hooglede     | 10.235                        | 37,84                |
| Ingelmunster | 11.537                        | 16,16                |
| Izegem       | 29.227                        | 25,48                |
| Lichtervelde | 9.319                         | 25,93                |
| Moorslede    | 11.473                        | 35,34                |
| Oostrozebeke | 8.064                         | 16,62                |
| Pittem       | 6.946                         | 34,42                |
| Roeselare    | 66.262                        | 59,79                |
| Staden       | 11.677                        | 46,24                |
| Tielt        | 31.750                        | 97,85                |
| Wingene      | 20.645                        | 98,62                |
| TOTAAL       | 235.212                       | 554,81               |

## Brandweerposten
Zone Midwest levert noodhulp vanuit een netwerk van 17 posten. Deze worden hieronder opgelijst:
| Brandweerpost | Gemeente     | Opmerking |
| ------------- | ------------ | --------- |
| Aarsele       | Tielt        |           |
| Ardooie       | Ardooie      |           |
| Gits          | Hooglede     |           |
| Hooglede      | Hooglede     |           |
| Ingelmunster  | Ingelmunster |           |
| Izegem        | Izegem       |           |
| Lichtervelde  | Lichtervelde |           |
| Meulebeke     | Tielt        |           |
| Moorslede     | Moorslede    |           |
| Pittem        | Pittem       |           |
| Roeselare     | Roeselare    |           |
| Ruiselede     | Wingene      |           |
| Staden        | Staden       |           |
| Tielt         | Tielt        |           |
| Westrozebeke  | Staden       |           |
| Wingene       | Wingene      |           |
| Zwevezele     | Wingene      |           |